# باغ و سفارت انگلستان
باغ و سفارت انگلیس مربوط به دوره قاجار است و در تهران، گوشه شمال غربی تقاطع خیابان فردوسی و جمهوری واقع شده و این اثر در تاریخ ۹ فروردین ۱۳۷۸ با شمارهٔ ثبت ۲۲۸۰ به‌عنوان یکی از آثار ملی ایران به ثبت رسیده است.